# 23069 Kapps
23069 Kapps è un asteroide della fascia principale. Scoperto nel 1999, presenta un'orbita caratterizzata da un semiasse maggiore pari a 3,1282106 UA e da un'eccentricità di 0,0510130, inclinata di 1,97397° rispetto all'eclittica.